# Радиолярии
Радиоля́рии, или лучевики, или лучистки (лат. Radiolaria), — одноклеточные планктонные организмы, размером  от 0,04 мм до  1 мм и более, обитающие в морской воде, богаче всего их видами субтропики и тропики. Скелет состоит из диоксида кремния или, у акантарий, из сернокислого стронция (целестина). У живой радиолярии скелет находится внутри клетки. Лучи служат для укрепления псевдоподий.
Лучевики — сборная группа, которая содержит разные по происхождению формы простейших. Согласно современным представлениям сходный морфотип радиолярий приобретался ими совершенно независимо в процессе освоения толщи воды как постоянной среды обитания.
Отмирая, радиолярии сначала накапливаются в виде радиоляриевых илов, а затем преобразуются в осадочные хемобиогенные кремнистые породы — кремень, опоку и радиоляриты. Однако радиоляриевый ил накапливается лишь там, где привнос другого осадочного материала незначителен — это, в основном, обширные районы океана с глубинами от 4000 м, то есть ниже глубины карбонатонакопления, где происходит растворение остатков известковистого планктона. Ископаемые радиолярии известны в пластах от современного возраста до раннего кембрия и используются в геологии для определения возраста осадочных пород.
На острове Барбадос, где преобладает состоящая из останков радиолярий порода трепел, насчитывается более двухсот видов ископаемых радиолярий.

## Характерные черты группы

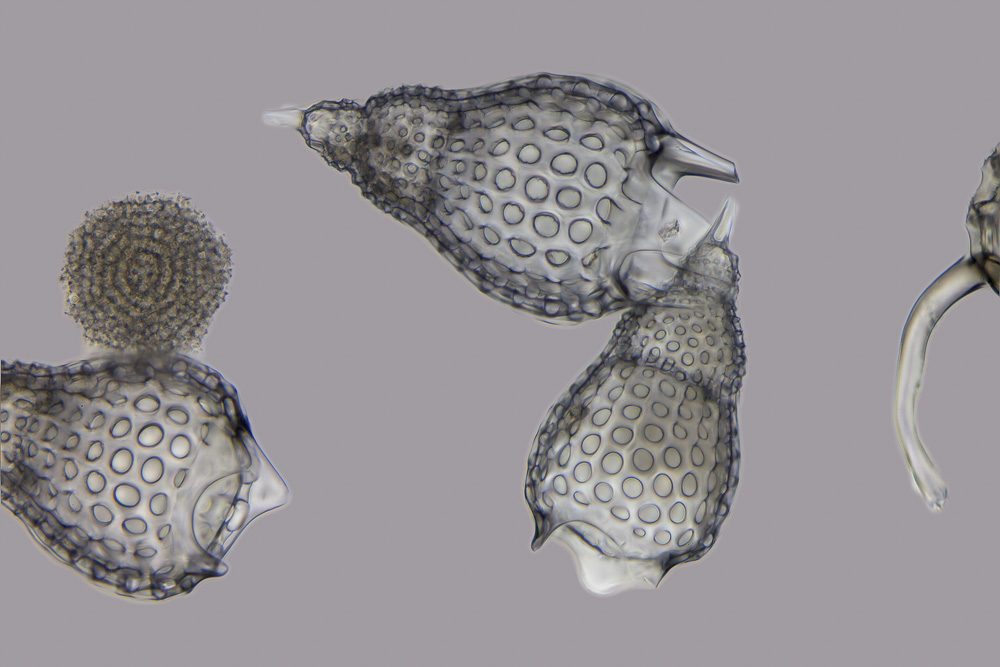
Скелеты радиолярий

- У радиолярии насчитывается до 1600 хромосом, что является наибольшим числом хромосом, найденным у живых существ до настоящего времени[12].
- Наличие внутреннего минерального скелета, основу которого составляют спикулы.
- Псевдоподии представлены эуаксоподиями.
- У многих имеется центральная капсула — структура, внутри которой располагается ядро и прилегающий к нему участок цитоплазмы.

Радиолярии малоподвижны, механизм их питания изучен недостаточно. У многих радиолярий, живущих в фотической зоне воды, в цитоплазме встречаются автотрофные симбионты — зооксантеллы и хлореллы, которыми радиолярии питаются.

## В культуре
- «Радиолярией» назывался один из автоматических сельскохозяйственных комбайнов в книге «Незнайка в Солнечном городе».